# 理查德·刘易斯 (新西兰政治家)
理查德·刘易斯（Richard Lewis，1969年—），是现任新西兰家庭党的党魁。刘易斯出生于奥克兰市，早年曾经是一名警员。他一直在奥克兰使命教会分会中服侍。他也在2007年新西兰使命党解散前，担任过使命党的党魁。

## 政界生涯
刘易斯担任警职的大部分经历都在南奥克兰地区。他个人非常精于暴力重案调查，一度在其领域位居全国第一。刘易斯侦破的案件中大多数为凶杀案，自杀案，入室抢劫，犯罪团伙，家庭暴力。他个人表明，他之所以从政是为了从更长远的角度上改变暴力社会的秩序。
在使命教会支持下，于2003年成立了使命党，支持人是该教会的主教布里安·塔马基。2005年的大选中，虽然使命党的地区候选人多达42位却没有入选，拒于国会门外。在全国的得票率达到0.63%，为国会外最大的政党。刘易斯则在马努考东部地区竞选排名第三，仅次于两大党派，新西兰国家党和新西兰工党的候选人。
2007年使命党为了集中更多选民力量而解散，刘易斯与前任联合未来党的议员保罗·亚当斯达成共识。并于2007年十月，成立了新西兰家庭党，是一个基督徒政党。2008的地区大选，刘易斯转变其个人选区至马努里瓦地区（Manurewa），而把马努考东区留给了同党的卜图瓦·帕帕里。

## 个人生活
刘易斯拥有毛利人和英国人的血统。已婚，他与妻子曼蒂·刘易斯育有一子一女。